# Śmierć dyskotece!
Śmierć dyskotece! – pierwsza płyta poznańskiej grupy Lombard z 1983 roku, wydana nakładem Polskich Nagrań.
W lipcu 1981 zespół wszedł do studia i nagrał trzy utwory. W tym samym miesiącu Lombard zadebiutował w radiu, gdy w Lecie z radiem wyemitowany został utwór „Bez zysków, bez strat” śpiewany przez Wandę Kwietniewską. Piosenka nie trafiła jednak na pierwszy LP, a dopiero na jego reedycję. Potem do sukcesu Lombardu przyczyniły się takie piosenki jak tytułowa „Śmierć dyskotece!”, „Droga pani z TV”, „O jeden dreszcz”, „Taniec pingwina na szkle”, „Diamentowa kula” czy „Przeżyj to sam”. Ta ostatnia nie trafiła na płytę, gdyż jeszcze przed premierą Śmierci..., Program III Polskiego Radia dostał zakaz jej emisji. Hitami stały się też takie kompozycje jak „Dworzec pełen snów” i „Wielki grzech”, ale i dla nich na longplayu nie było miejsca.
Mimo tego, iż album jest pierwszym w dyskografii zespołu, do sprzedaży trafił jako drugi w czerwcu 1983, na kilka tygodni po premierze albumu Live. Płyta osiągnęła liczbę 400 tys. sprzedanych egzemplarzy. W tym czasie złotą płytę przyznawano za 150 tysięcy sprzedanych egzemplarzy, obecnie (dla albumu wydanego po 1 lipca 2005) ta liczba jest dziesięciokrotnie mniejsza.
Śmierć dyskotece! doczekała się dwóch reedycji. Pierwszej w 1999 roku na DG CD wydanej przez Koch International, drugiej w 2014 na winylu, wydanej podobnie jak w 1983 przez Polskie Nagrania.
W „Magazynie Perkusista” (7-8/2018) album znalazł się na 99. miejscu w rankingu „100 polskich płyt najważniejszych dla perkusistów”.

## Utwory

### LP
źródło:.
Strona A
1. „Śmierć dyskotece!” (muz. Jacek Skubikowski – sł. Marek Dutkiewicz)
2. „Na skróty do piekła” (muz. Jacek Skubikowski – sł. Marek Dutkiewicz)
3. „Droga Pani z TV” (muz. i sł. Jacek Skubikowski)
4. „Rdza” (muz. Grzegorz Stróżniak – sł. Marek Dutkiewicz)
5. „Ekspres stąd do nieba” (muz. Piotr Zander – sł. Andrzej Sobczak)
6. „Taniec pingwina na szkle” (muz. i sł. Jacek Skubikowski)

Strona B
1. „Diamentowa kula” (muz. Grzegorz Stróżniak – sł. Marek Dutkiewicz)
2. „Stary ból” (muz. i sł. Jacek Skubikowski)
3. „O jeden dreszcz” (muz. Jacek Skubikowski – sł. Marek Dutkiewicz)
4. „Mniej niż nic” (muz. Grzegorz Stróżniak – sł. Jacek Skubikowski)
5. „Koszmarna kołysanka” (muz. Piotr Put – sł. Leszek Pietrowiak)
6. „Gwiazdy rock and rolla” (muz. Grzegorz Stróżniak – sł. Marek Dutkiewicz)

### DG CD
źródło:.
1. „Śmierć dyskotece!” (muz. Jacek Skubikowski – sł. Marek Dutkiewicz) – 2:51
2. „Na skróty do piekła” (muz. Jacek Skubikowski – sł. Marek Dutkiewicz) – 3:08
3. „Droga Pani z TV” (muz. i sł. Jacek Skubikowski) – 3:08
4. „Rdza” (muz. Grzegorz Stróżniak – sł. Marek Dutkiewicz) – 4:05
5. „Ekspres stąd do nieba” (muz. Piotr Zander – sł. Andrzej Sobczak) – 3:04
6. „Taniec pingwina na szkle” (muz. i sł. Jacek Skubikowski) – 4:19
7. „Diamentowa kula” (muz. Grzegorz Stróżniak – sł. Marek Dutkiewicz) – 4:27
8. „Stary ból” (muz. i sł. Jacek Skubikowski) – 2:55
9. „O jeden dreszcz” (muz. Jacek Skubikowski – sł. Marek Dutkiewicz) – 3:04
10. „Mniej niż nic” (muz. Grzegorz Stróżniak – sł. Jacek Skubikowski) – 3:16
11. „Koszmarna kołysanka” (muz. Piotr Put – sł. Leszek Pietrowiak) – 3:13
12. „Gwiazdy rock and rolla” (muz. Grzegorz Stróżniak – sł. Marek Dutkiewicz) – 3:39

Bonusy
1. „Bez zysków, bez strat” (muz. i sł. Jacek Skubikowski) – 4:00
2. „Błądząc, wędrując” (muz. Jeremi Sajkowski – sł. Małgorzata Ostrowska) – 4:05
3. „Dworzec pełen snów” (muz. i sł. Jacek Skubikowski) – 4:35
4. „Wielki grzech” (muz. Piotr Zander – sł. Małgorzata Ostrowska) – 3:16
5. „Przeżyj to sam” (muz. Grzegorz Stróżniak – sł. Andrzej Sobczak) – 5:05

## Twórcy
źródło:.
- Wanda Kwietniewska – śpiew
- Małgorzata Ostrowska – śpiew
- Grzegorz Stróżniak – śpiew, instrumenty klawiszowe
- Piotr Zander – gitara
- Maurycy Przybyłowicz – gitara basowa
- Piotr Chyliński – perkusja

Personel
- Jacek Złotkowski – reżyser nagrania
- Michał Gola – operator dźwięku
- Maciej Mańkowski – projekt graficzny i foto